# Олссон, Свен-Эрик
Свен-Эрик Олссон (7 июля 1923, Пярну, Эстония — 7 марта 1985, Ароза, Швейцария) — доброволец Ваффен-СС во время Второй мировой войны. Единственный швед — обладатель Немецкого креста в золоте (20 апреля 1945).

## Биография
Родился в Эстонии в семье Олофа Оскара Ольссона — коммивояжёра немецкого происхождения, и Элизы — шведки. Окончил немецкую школу в Пярну. В конце 1930-х годов переехал в Германию. Был членом молодежной немецко-балтийской организации (Baltendeutschen Jugendorganisation). В 16 лет волонтёром вступил в Ваффен-СС. Служил пулемётчиком, затем разведчиком в дивизии СС «Мёртвая голова́».
Участник Второй мировой войны. В мае 1941 года отправлен в Нидерланды для защиты побережья. 1 июня того же года ему было присвоено звание SS-Unterführeranwäreter. Весной 1941 года переведен в штаб-квартиру рейхсфюрера СС в Восточной Пруссии, где служил радистом. Участвовал во взаимодействиях между Ваффен-СС и подразделениями сухопутных войск. Служил в различных подразделениях Ваффен-СС, с сентября 1942 года — SS-Unterscharführer. С февраля 1943 года служил в 10-й танковой дивизии СС «Фрундсберг». С мая 1944 года — обершарфюрер СС.
Сражался на Восточном фронте на Украине, затем вместе со своим подразделением был переведен в Нормандию, где в августе 1944 года был ранен. В конце 1944 года вновь отправлен на Восточный фронт, сражался в Померании, в районе Щецина и Котбуса в Германии. Не был взят в плен советскими войсками, ему удалось бежать в зону оккупации западных союзников, где скрывался в подполье, пока в 1947 году не сумел поселиться в Швеции.
Умер от сердечного приступа, во время своего отпуска в Швейцарии, после занятий лыжным спортом.

## Награды
- Немецкий крест в золоте (20 апреля 1945)
- Железный крест 1 класса
- Железный крест 2 класса
- Бронзовый нагрудный знак «За ближний бой»
- Серебряный нагрудный штурмовой пехотный знак
- Нагрудный знак «За ранение» III степени